# Ernst Bjerner

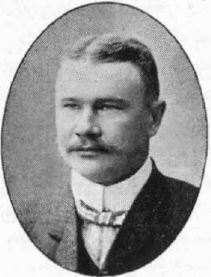
Ernst Viktor Bjerner

Ernst Viktor Bjerner, född 6 februari 1876 i Torps församling, Älvsborgs län, död 3 september 1940 i Gävle Heliga Trefaldighets församling, Gävle, var en svensk läkare. 
Bjerner blev student vid Uppsala universitet 1894, medicine kandidat 1897 och medicine licentiat vid Karolinska institutet i Stockholm 1900. Han blev t.f. provinsialläkare i Övre Frykdals distrikt, Värmlands län, samma år, var biträdande läkare vid Stockholms stads allmänna försörjningsinrättning 1901–03, underläkare vid Falköpings länslasarett 1903–04 samt stadsdistriktsläkare i Gävle södra distrikt från 1904, läkare vid Gävle stads sinnessjukhus från 1905, biträdande provinsialläkare i Gävle distrikt från samma år och bataljonsläkare vid Hälsinge regemente (I 14) i Gävle från 1907.
Bjerner författade Smittkopporna i Gäfle, juli och augusti 1904 (1904) och Sättet för sundhetsvisitation vid I 14 (i "Tidskrift i militär hälsovård", 1916).